# Humulity
Węgle humusowe (humulity) – skały humusowe powstałe na torfowiskach w procesie torfienia. Powstawały in situ (czyli w miejscu depozycji), a zalicza się do nich węgle kamienne (pasemkowe, błyszczące i półbłyszczące).